# Каменка (Гагаринский район)
Каменка — деревня в Гагаринском районе Смоленской области России, входящая в состав Покровского сельского поселения. Население деревни составляет 7 жителей (2007).
Каменка расположена в северо-восточной части области в 23 км к югу от Гагарина, в 15 км южнее автодороги М1 «Беларусь», на берегу реки Малая Гжать. В 25 км северо-восточнее деревни расположена железнодорожная станция Гагарин на линии Москва — Минск. По соседству с Каменкой находится (вплотную примыкает) деревня Андреевка. По маршруту №113 ходит регулярный автобус «Гагарин — Андреевка».

## История
В годы Великой Отечественной войны деревня была оккупирована гитлеровскими войсками в октябре 1941 года, освобождена в марте 1943 года.